# Gendarmerie (Sénégal)
Pour les articles homonymes, voir Gendarmerie (homonymie).
La Gendarmerie nationale est au Sénégal une force de police à statut militaire subordonnée au ministère des Forces armées pour les missions militaires mais la gendarmerie est sous autorité du ministère de l'intérieur et de la police, alors que la Police nationale dépend du ministère de l'Intérieur. Direct Le numéro d'urgence de la gendarmerie est le même que celui de la police : le 17 ou le 112. Ce corps comprend également la Garde présidentielle, les spahis sénégalais.

## Organisation

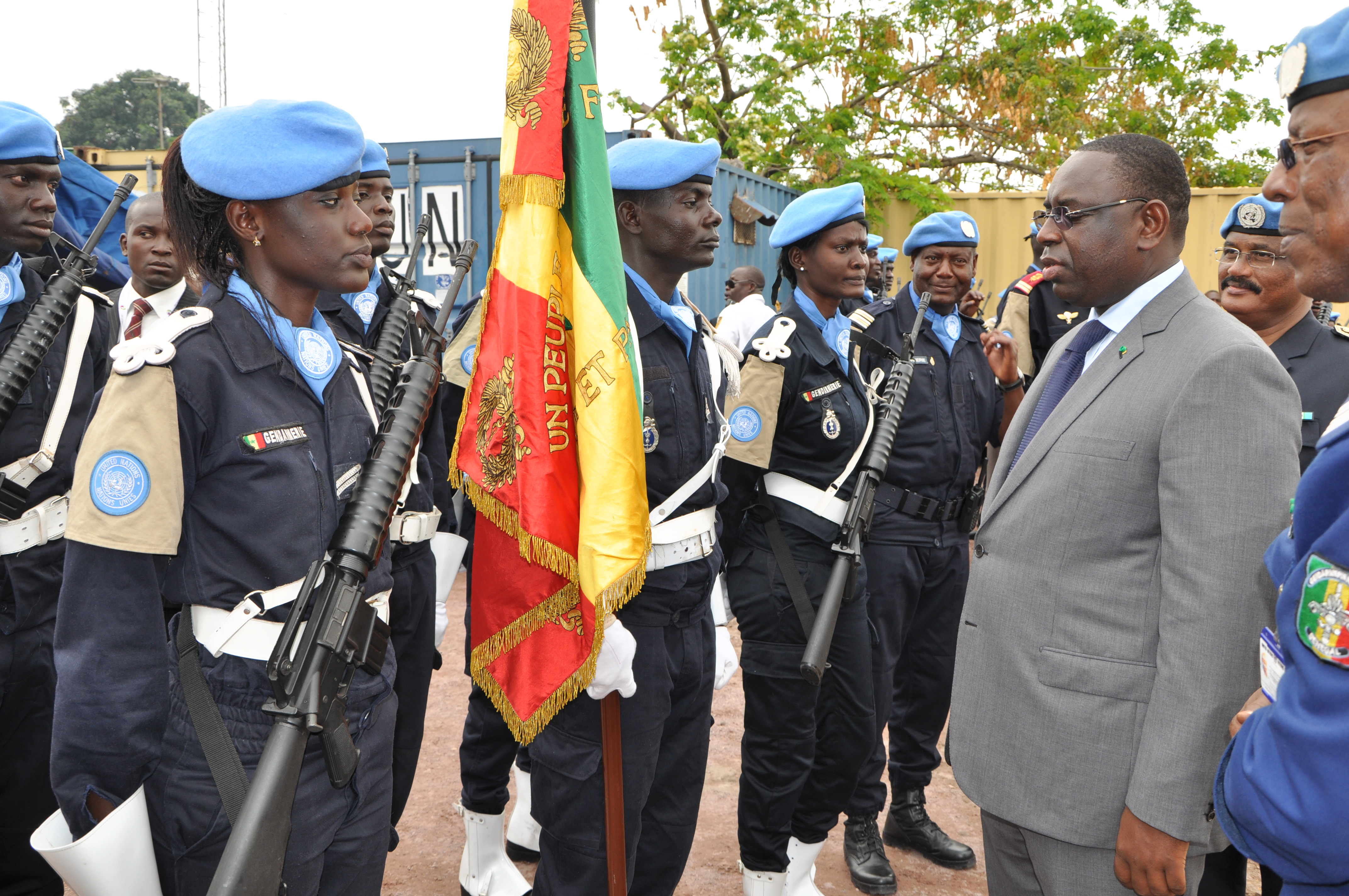
Le président Macky Sall visite en 2012 les gendarmes rattachés à la MONUSCO, à Kinshasa.

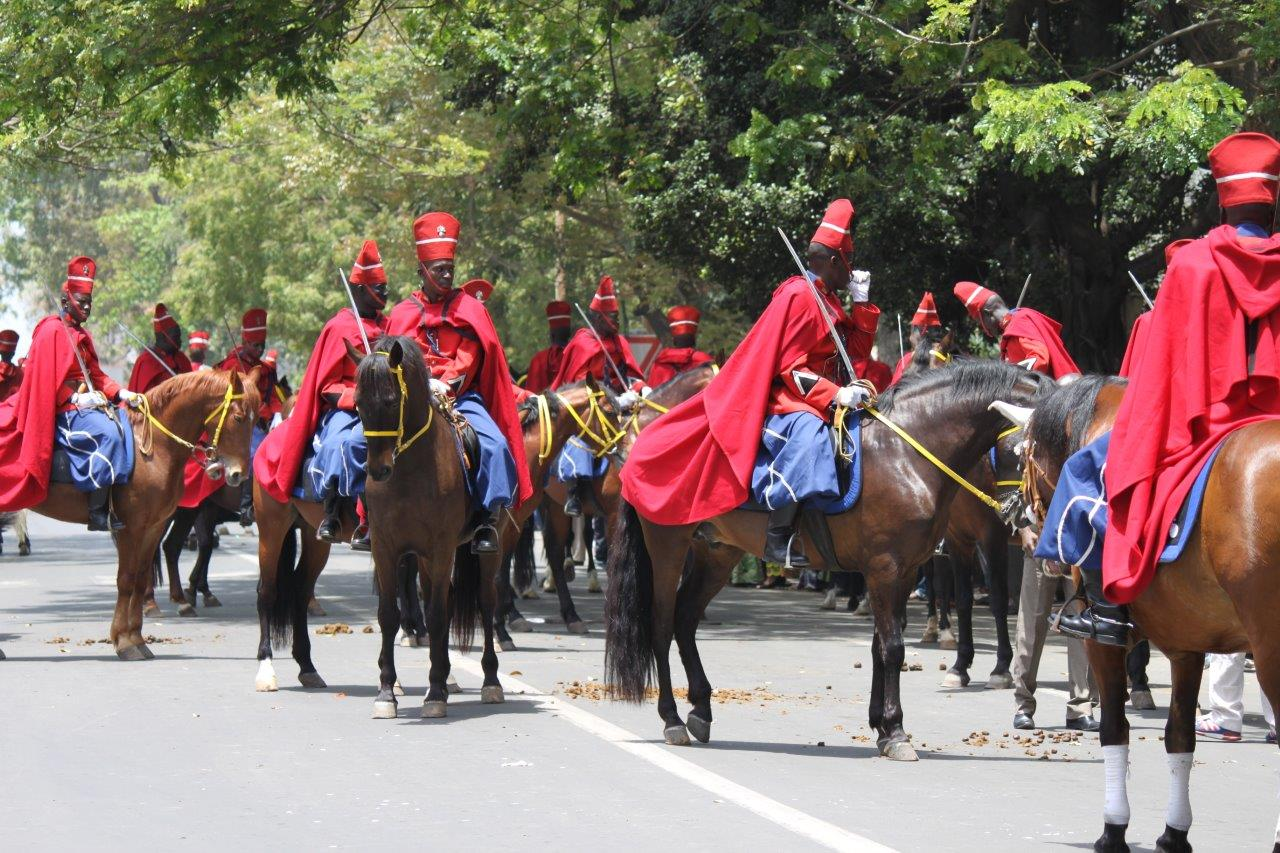
Spahis sénégalais, ou Garde rouge, affiliés à la Gendarmerie sénégalaise (2012).

Elle comprend environ 8 500 gendarmes, dont 412 officiers, 6 130 sous-officiers et 1 598 gendarmes auxiliaires. Elle est dirigée par un Haut Commandant de la Gendarmerie assisté par un Haut Commandant en Second. Les principales missions de la gendarmerie sont de veiller à la sûreté publique et d'assurer le maintien de l’ordre et l’exécution des lois et règlements.
Le Haut Commandement de la Gendarmerie nationale a le commandement des forces de gendarmerie, il est nommé par le Président de la République, Chef suprême des Armées, qui définit la politique de Défense nationale, laquelle est exécutée sous l’autorité du Premier ministre par le ministre des Forces armées.

### Formation
Elle dispose de plusieurs écoles et centres de formation spécialisés :
- École des officiers de la gendarmerie à Dakar Ouakam.
- École des sous-officiers à Fatick
- Centre d’instruction des gendarmes auxiliaires
- Centre de perfectionnement de la gendarmerie mobile
- Centre national de police judiciaire

## Coopération
La gendarmerie sénégalaise est membre de l'Organisation des gendarmeries africaines (OGA).